# Sant Jan de Chalencon
Saint-Jean-Chambre és un municipi francès situat al departament de l'Ardecha i a la regió d'Alvèrnia-Roine-Alps. L'any 2007 tenia 252 habitants.

## Demografia

### Població
El 2007 la població de fet de Saint-Jean-Chambre era de 252 persones. Hi havia 96 famílies de les quals 20 eren unipersonals (12 homes vivint sols i 8 dones vivint soles), 24 parelles sense fills, 28 parelles amb fills i 24 famílies monoparentals amb fills.
La població ha evolucionat segons el següent gràfic:
Habitants censats

### Habitatges
El 2007 hi havia 203 habitatges, 101 eren l'habitatge principal de la família, 94 eren segones residències i 9 estaven desocupats. 199 eren cases i 4 eren apartaments. Dels 101 habitatges principals, 76 estaven ocupats pels seus propietaris, 24 estaven llogats i ocupats pels llogaters i 1 estava cedit a títol gratuït; 6 tenien dues cambres, 11 en tenien tres, 25 en tenien quatre i 59 en tenien cinc o més. 77 habitatges disposaven pel capbaix d'una plaça de pàrquing. A 50 habitatges hi havia un automòbil i a 44 n'hi havia dos o més.

### Piràmide de població
La piràmide de població per edats i sexe el 2009 era:
| Homes | Edats   | Dones |
| ----- | ------- | ----- |
| 0     | 95 o +  | 0     |
| 0     | 90 a 94 | 0     |
| 0     | 85 a 89 | 0     |
| 4     | 80 a 84 | 8     |
| 8     | 75 a 79 | 4     |
| 4     | 70 a 74 | 4     |
| 20    | 65 a 69 | 8     |
| 0     | 60 a 64 | 0     |
| 0     | 55 a 59 | 8     |
| 4     | 50 a 54 | 0     |
| 16    | 45 a 49 | 4     |
| 8     | 40 a 44 | 12    |
| 24    | 35 a 39 | 8     |
| 12    | 30 a 34 | 16    |
| 12    | 25 a 29 | 4     |
| 8     | 20 a 24 | 4     |
| 0     | 15 a 19 | 4     |
| 4     | 10 a 14 | 12    |
| 12    | 5 a 9   | 16    |
| 16    | 0 a 4   | 16    |

## Economia
El 2007 la població en edat de treballar era de 158 persones, 116 eren actives i 42 eren inactives. De les 116 persones actives 108 estaven ocupades (58 homes i 50 dones) i 8 estaven aturades (5 homes i 3 dones). De les 42 persones inactives 13 estaven jubilades, 11 estaven estudiant i 18 estaven classificades com a «altres inactius».

### Ingressos
El 2009 a Saint-Jean-Chambre hi havia 99 unitats fiscals que integraven 258,5 persones, la mediana anual d'ingressos fiscals per persona era de 11.471 €.

### Activitats econòmiques
Dels 13 establiments que hi havia el 2007, 2 eren d'empreses alimentàries, 5 d'empreses de construcció, 3 d'empreses de comerç i reparació d'automòbils, 1 d'una empresa d'hostatgeria i restauració, 1 d'una empresa d'informació i comunicació i 1 d'una empresa de serveis.
Dels 5 establiments de servei als particulars que hi havia el 2009, 2 eren paletes, 1 fusteria, 1 electricista i 1 restaurant.
L'únic establiment comercial que hi havia el 2009 era una fleca.
L'any 2000 a Saint-Jean-Chambre hi havia 32 explotacions agrícoles que ocupaven un total de 375 hectàrees.

## Equipaments sanitaris i escolars
El 2009 hi havia una escola elemental.

## Poblacions més properes
El següent diagrama mostra les poblacions més properes.